# Річки Закарпатської області

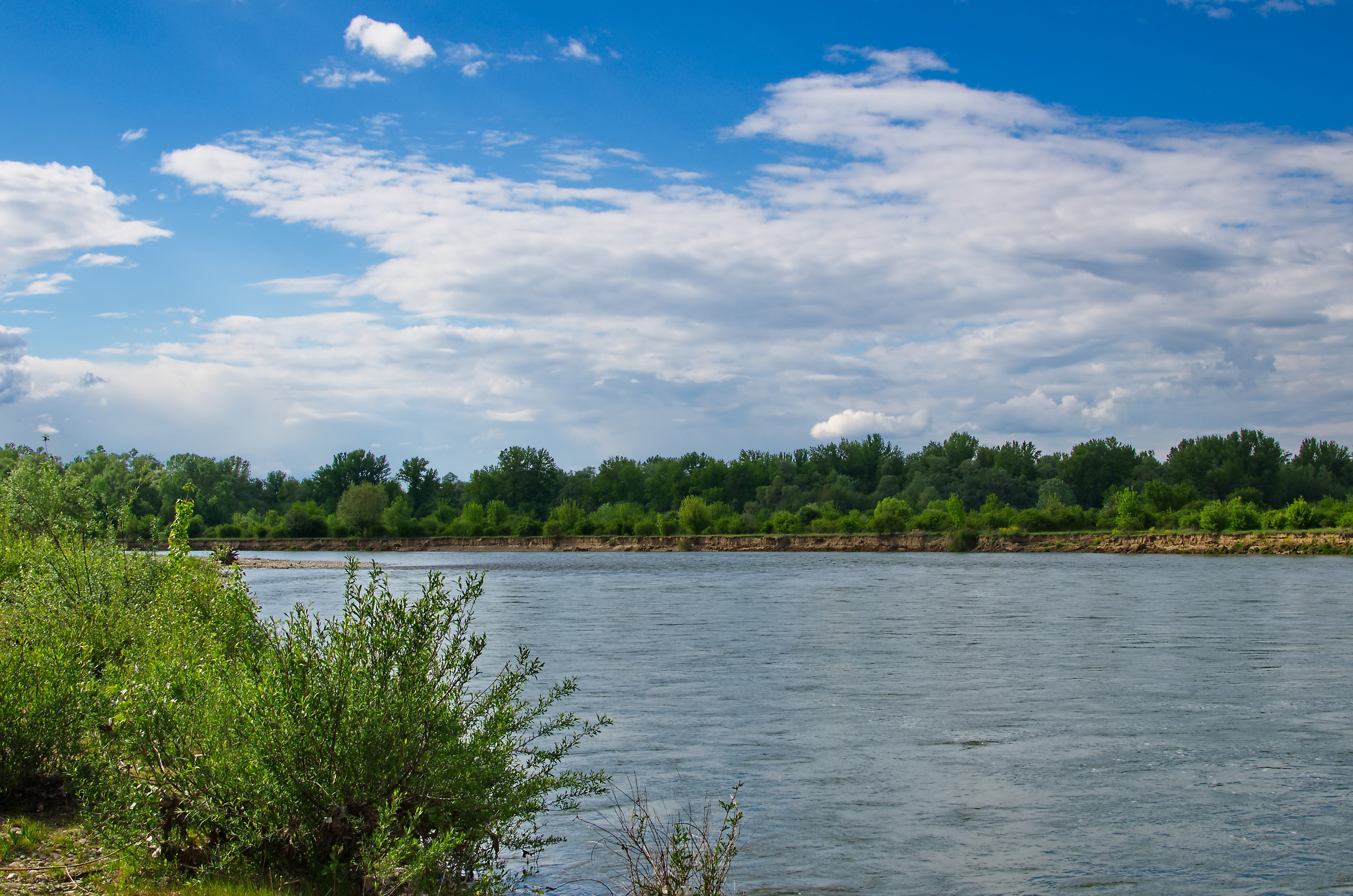
Тиса в околиці села Гетиня

Гідрографічна мережа Закарпатської області складається зі 152 річок, завдовжки понад 10 км кожна. Всі вони належать до басейну Тиси (ліва притока Дунаю), що протікає вздовж південної межі області. Найбільші її притоки в межах області — Тересва, Теребля, Ріка, Боржава. До басейну Тиси належать ще дві великі річки Закарпаття — Латориця і Уж.
Більшість річок області протікають серед хребтів та гір Українських Карпат, тому належить до річок гірського типу. Річки, які виходять на Закарпатську низовину, у нижній течії мають ознаки рівнинних річок.

## Екологічний стан
Загалом екологічний стан річок Закарпаття задовільний. Виняток становлять річки, що протікають у межах великих сіл або міст чи впритул до авто- або залізничних магістралей.

## Перелік річок за сточищем
Усі річки Закарпатської області належать до сточище Дунаю, та його лівої притоки Тиси.

Тиса:
- Чорна Тиса — права
  - Апшинець — права
  - Труфанець — права
  - Лазещина — ліва
- Біла Тиса — ліва
  - Богдан — права
  - Квасний — ліва
- Сільський Потік — ліва
- Білий — ліва
- Косівська — права
- Шопурка — права
  - Мала Шопурка — права
  - Середня Ріка — ліва
- Апшиця — права
  - Глибокий Потік — права
- Тересва — права
  - Мокрянка — права
  - Брустурянка — ліва
    - Бертянка — права
    - Турбат — ліва
    - Яблуниця — ліва

  - Терешілка — права
  - Лужанка — права
- Тячівець — права
- Теребля — права
  - Слобода — права
  - Озерянка (Чорна Річка) — ліва
  - Сухар — ліва
  - Велика Уголька — ліва
    - Мала Уголька — права
    - Одаровець — права
- Байлова — права
  - Помийниця — ліва
- Хустець — права
- Ріка — права
  - Присліп — права
  - Рипинка — права
- Батар — ліва
- Боржава — права
  - Іршавка — права
    - Синявка — ліва

  - Салва — ліва
- Чорна Вода — права
- (Бодрог) — права, у межах Словаччини
  - Латориця — ліва притока Бодрогу
    - Жденівка — права
    - Вича — ліва
      - Волівчик — права

    - Дусинка — ліва
    - Пиня — права
      - Велика Пиня — права
      - Мала Пиня — ліва

    - Матекова — права
    - Обава — права
    - Визниця — права
    - Серня — ліва
      - Вирка — ліва

    - Стара — права
      - В'єла — права

    - (Лаборець) — права притока Латориці, в межах Словаччини
      - Уж — ліва притока Лаборцю
        - Уг — права
        - Улічка — права
        - Убля — права
        - Лютянка — ліва
          - Бачава — ліва

        - Тур'я — ліва
          - Шипіт — права
            - Звір — права

          - Туриця — права
          - Сімерки — права